# Aconcagua
{{Infobox mountain
| name = Aconcagua
| photo = Monte Aconcagua.jpg
| photo_caption = Aconcagua nhìn từ lối vào công viên.
| elevation_m = 6959
| elevation_ref = 
| prominence_m = 6959
| prominence_ref= [[Danh sách các đỉnh núi xếp theo chiều cao phần lồi lên|thứ 2]]
| range = Andes
| location = Tỉnh Mendoza,  Argentina
| map = Argentina relief | region = AR-M
| map_size = 175
| label_position = right
| lat_d = 32 | lat_m = 39 | lat_s = 12.35 | lat_NS = S
| long_d= 70 | long_m= 00 | long_s= 39.9 | long_EW= W
| coordinates_ref = 
| listing = Seven Summits
Country high point
Ultra
| pronunciation = tiếng Tây Ban Nha: [akoŋˈkaɣwa]
tiếng Anh: /ˌækəŋˈkɑːɡwə/ hoặc /ˌɑːkəŋˈkɑːɡwə/
| first_ascent = 1897 Matthias Zurbriggen
| easiest_route =
}}
Aconcagua (phát âm tiếng Tây Ban Nha: [akoŋˈkaɣwa]) là ngọn núi cao nhất châu Mỹ với chiều cao 6,959 m. Núi thuộc dãy núi Andes phần thuộc tỉnh Mendoza của Argentina. Nó nằm cách thủ phủ của tỉnh Mendoza 112 km (70 dặm). Đỉnh núi cao nhất của ngọn núi này nằm cách tỉnh San Juan 5 km và cách biên giới với Chile 12 km. Đây là ngọn núi cao nhất ở cả Tây và Nam bán cầu.
Aconcagua bị chia cắt theo hướng Bắc Nam bởi Valle de las Vacas và theo hướng Đông Tây bởi Valle de los Horcones Inferior. Ngọn núi này cũng như vùng phụ cận của nó đều thuộc Parque provincial Aconcagua. Ngọn núi này có một số sông băng, trong đó dài nhất là Ventisquero Horcones Inferior dài 10 km. Nó bắt nguồn từ mạn nam cao 3600 km so với mặt nước biển gần trại Confluencia.